# Phare de Cozzo Spadaro
Le phare de Cozzo Spadaro (en italien : Faro di Cozzo Spadaro) est un phare situé dans le quartier de Cozzo Spadaro de la commune de Portopalo di Capo Passero sur la mer Ionienne, dans la province de Syracuse (Sicile), en Italie.

## Histoire
Le premier phare a été mis en service en 1864 au nord-ouest de la ville de Portipalo di Capo Passero. Il possède toujours sa lentille de Fresnel de premier ordre d'origine. Le phare est entièrement automatisé et alimenté sur le réseau électrique. Il est géré par la Marina Militare.
Il possède un Système d'identification automatique pour la navigation maritime.

## Description
Le phare  se compose d'une tour octogonale en maçonnerie de 36 m de haut, avec galerie et lanterne, sur une base octogonale plus grande qui s'élève d'une maison de gardien d'un étage. Le bâtiment est en pierre naturelle blanche et le dôme de la lanterne est gris métallisé. Il émet, à une hauteur focale de 82 m, trois brefs éclats blancs toutes les 15 secondes. Sa portée est de 24 milles nautiques (environ 44 km) pour le feu blanc et 18 milles nautiques pour le feu de réserve.
Identifiant : ARLHS : ITA-057 ; EF-2918 - Amirauté : E1882 - NGA : 10224 .

## Caractéristiques dufeu maritime
Fréquence : 15 secondes (W)
- Lumière : 0.2 seconde
- Obscurité : 2.8 secondes
- Lumière : 0.2 seconde
- Obscurité : 2.8 secondes
- Lumière : 0.2 seconde
- Obscurité : 8.8 secondes

|                           |
| Portopalo di Capo Passaro |

|          |
| Le phare |

### Lien connexe
- Liste des phares de la Sicile